# Communauté de communes du Pays de Senones

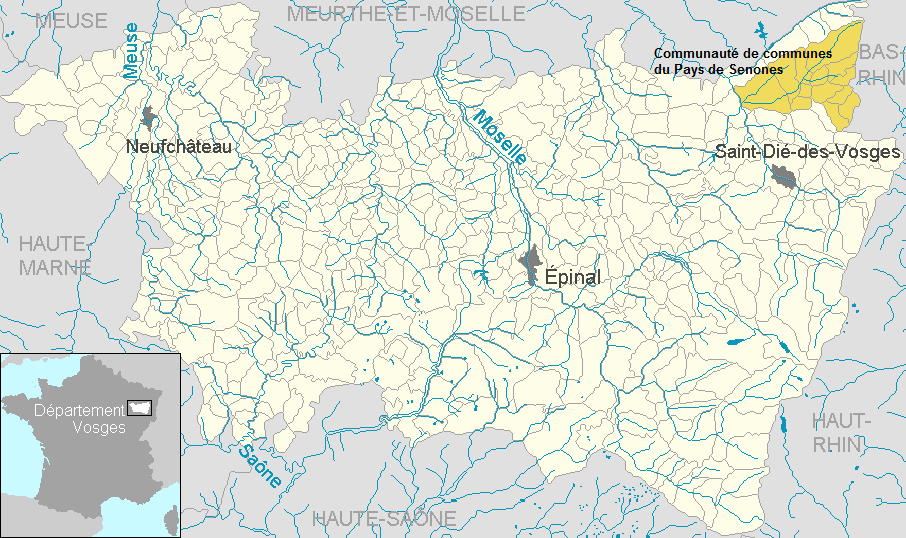
Lage des ehemaligen Kommunalverbandes Pays de Senones im Département Vosges

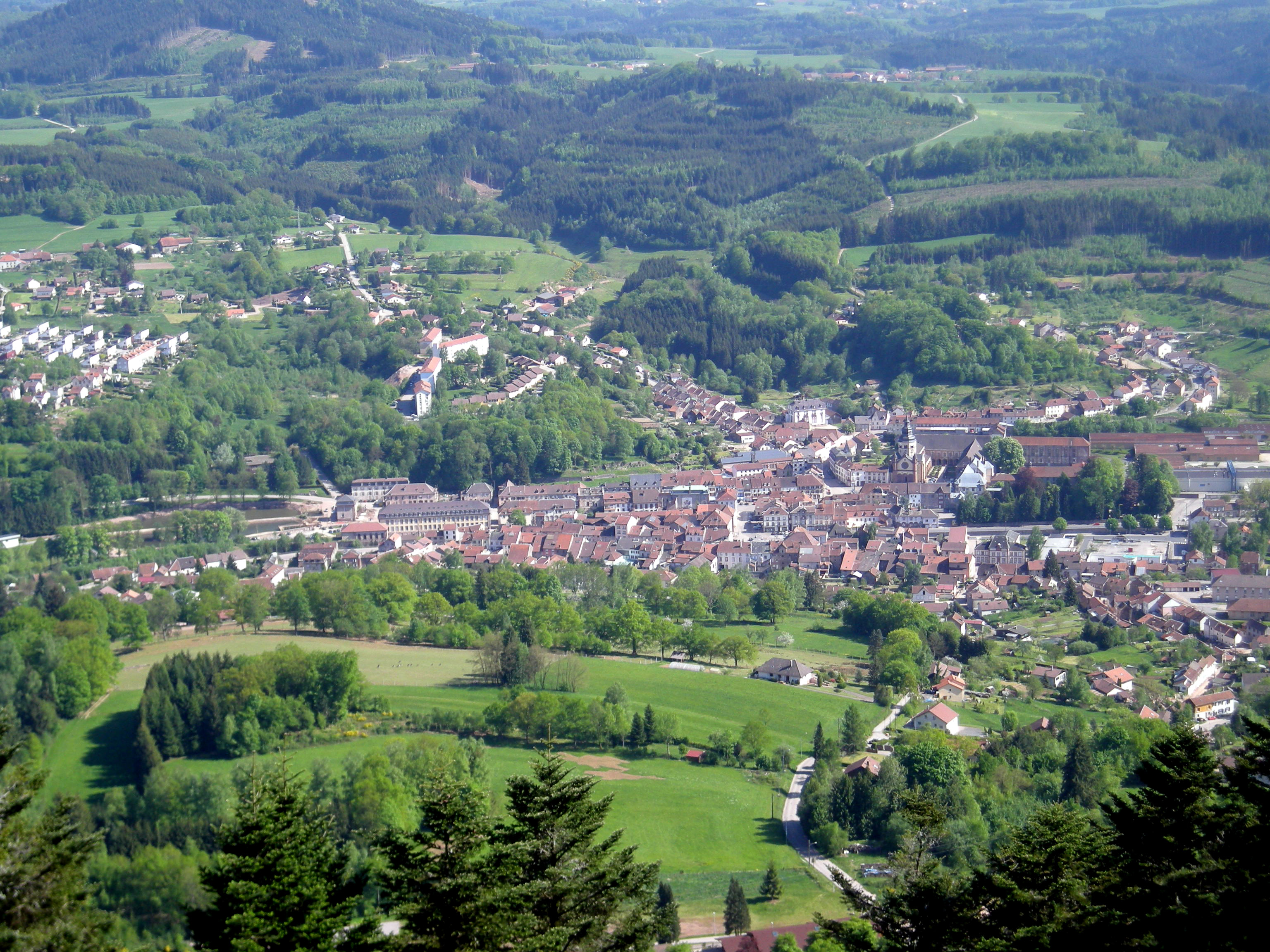
Senones und Umgebung

Die Communauté de communes du Pays de Senones war ein kommunaler Zusammenschluss (Communauté de communes) von 13 Gemeinden im Département Vosges in Lothringen.
Der am 18. Juni 1998 gegründete Kommunalverband hatte 8.988 Einwohner (2008) auf 145,89 km², was einer Bevölkerungsdichte von 62 Einwohnern je km² entsprach. Sitz des Verbandes war die Gemeinde Senones.
Die Communauté de communes du Pays de Senones liegt in den westlichen Vogesen im Südosten Lothringens. Alle Mitgliedsgemeinden gehören zum Kanton Senones. Fünf weitere Gemeinden des Kantons Senones hatten sich bereits 1992 zum Kommunalverband Vallée du Hure zusammengeschlossen. Das gesamte Gebiet des Gemeindeverbandes Pays de Senones wird vom Rabodeau und seinen Nebenflüssen entwässert. Die Meurthe bildet die Westgrenze, der Kamm der Vogesen die Ostgrenze des Verbandsgebietes. Mit 938 m über dem Meer wird im Nordosten der Gemeinde Moussey der höchste Punkt erreicht. Der Pass Col du Hantz (641 m) führt in das elsässische Breuschtal. 76 % der Fläche des Verbandes sind bewaldet.
Der Kommunalverband entstand, um die materiellen Ressourcen der Gemeinden zu bündeln und die wirtschaftliche Entwicklung zu koordinieren. Zum Aufgabengebiet des Kommunalverbandes zählen die Raumplanung und die Wirtschaftsentwicklung. Die Communauté de communes du Pays de Senones hat sich des Weiteren zum Ziel gesetzt, den Tourismus zu fördern (Anlage und Pflege von Wanderwegen, Mountainbike-Strecken und Langlaufloipen) sowie auf den Gebieten Umweltschutz (Sanierung und Renaturierung von Gewässern, Wiederherstellung von Weide- und Obstanbau-Flächen, Abfallmanagement), Kultur-, Sport- und Bildungseinrichtungen und Sozialpolitik (unter anderem Kinderbetreuung) eng zusammenzuarbeiten. Darüber hinaus wird angestrebt, den Erhalt des kulturellen Erbes mit Geldmitteln zu fördern (Sanierung von Brunnen, Kalvarienbergen, Wegkreuzen, Kapellen und Lavoirs).
Am 1. Januar 2014 fusionierte der Kommunalverband mit den beiden Gemeindeverbänden Ban d’Étival und Vallée du Hure zum neuen Verband Pays des Abbayes.

## Ehemalige Mitgliedsgemeinden
| - Belval - Grandrupt - La Petite-Raon - Le Mont - Le Puid | - Le Saulcy - Le Vermont - Ménil-de-Senones - Moussey | - Moyenmoutier - Saint-Stail - Senones - Vieux-Moulin |